# Elektrofilní fluorace
Elektrofilní fluorace je chemická reakce nukleofilu s uhlíkatým centrem a elektrofilního zdroje fluoru za vzniku organofluoridu. Pro tuto reakci lze použít elementární fluor i reaktanty obsahující vazby kyslík-fluor, ovšem nejčastěji se používají sloučeniny s vazbami dusík-fluor.
Elektrofilní fluorace mohou být alternativou k nukleofilním fluoracím využívajícím fluoridy alkalických kovů nebo fluorid amonný či fluoridy síry. Vývoj reaktantů pro elektrofilní fluorace se převážně zaměřuje na snižování elektronové hustoty na atomu připojenému k fluoru; jako nejekonomičtější, nejstabilnější a nejbezpečnější reaktanty se ukázaly sloučeniny s vazbami dusík-fluor. Elektrofilní N-F reaktanty mohou být neutrální nebo kationtové a obsahovat sp2- i sp3-hybridizované dusíky. I když přesný mechanismus elektrofilní fluorace není znám, tak jsou popsány metody s vysokou účinností i stereoselektivitou.
K nejčastějším fluoračním činidlům v organické syntéze patří N-fluor-o-benzendisulfonimid (NFOBS), N-fluorbenzensulfonimid (NFSI) a selectfluor.

## Mechanismus a stereochemie

### Převažující mechanismus
Mechanismus elektrofilní fluorace není znám, vedou se spory, zda reakce probíhá SN2 mechanismem nebo přes jednoelektronový přesun. Ve prospěch SN2 mechanismu je skutečnost, že arylovaná Grignardova činidla a organolithné sloučeniny mají při reakcích s N-fluor-o-benzendisulfonimidem za vzniku fluorbenzenu podobné výtěžnosti, i když jsou jejich reaktivity při jednoelektronových přesunech značně odlišné. Při experimentech s 5-hexenyl- a cyklopropylenolethery se navíc netvořily žádné produkty přesmyků. V kinetických studiích elektrofilních fluorací 1,3-dikarbonylových sloučenin různými N-F činidly se prostřednictvím Eyringova vzorce a Hammettovy rovnice ukázalo, že SN2 mechanismus je pravděpodobnější.
Poločasy radikálů vznikajících při jednoelektronových přesunech jsou pravděpodobně o čtyři řády kratší než jsou meze detekce nejcitlivějších radikálových sond. Předpokládá se, že ihned po přesunu elektronů dochází k rekombinaci fluorových radikálů s alkylovými radikály.

### Stereoselektivní radikálové fluorace
Stereoselektivita fluoračních reakcí se dělí na diastereoselektivitu a enantioselektivitu. Při diastereoselektivních metodách se používají chirální pomocníci navázaní na nukleofilní substrát. U fluorací karbonylových sloučenin lze dobrých výsledků dosáhnout například pomocí chirálních oxazolidinonů.
K přípravě chirálních β-amino-α-fluoresterů lze použít tandemovou konjugovanou adici s využitím chirálních nukleofilů.
Enantioselektivní metody spočívají v použití stechiometrických množství chirálních fluoračních činidel; příkladem takových reaktantů jsou N-fluoramonné soli cinchonových alkaloidů. Tyto látky lze snadno připravit ze Selectfluoru a podobných alkaloidů.

## Možnosti a omezení

### Fluorační činidla
Elektrofilní N-F fluorační činidla mají skupiny odtahující elektrony navázané na dusíky, čímž se snižuje elektronová hustota na fluoru. N-fluorsulfonamidy jsou poměrně slabými fluoračními činidly, ovšem N-fluorsulfonimidy, například N-fluorbenzensulfonimid (NFSI), jsou velmi účinné a často používané. N-fluor-o-benzendisulfonimid (NFOBS) se připravuje z kyseliny disulfonové.
Při použití solí dusíkatých kationtů dochází k navýšení rychlostí a výtěžností elektrofilních fluorací díky tomu, že kationtový dusík snižuje elektronovou hustotu na fluoru. Jako elektrofilní fluorační činidla lze rovněž využít N-fluorpyridiniové a iminiové ionty. Protiionty těchto solí, i když nejsou přímo zapojené do přenosu fluoru na substrát, mají vliv na reaktivitu a mohou být upravovány několika různými metodami.
Nejlépe synteticky využitelné amonné soli jsou odvozeny od substituovaných DABCO-bis(amonných) iontů, takovým reaktantem je například Selectfluor. Dají se snadno připravit alkylací a následnou fluorací. Difluorové varianty, které se zdály být lépe využitelné, poskytují pouze jeden atom fluoru.
Existují také specializovaná elektrofilní fluorační činidla, jako jsou neutrální heterocykly obsahující vazby N–F; používají se k fluoracím určitých užších skupin substrátů.

### Nukleofilní substráty
Při jednoduchých fluoracích alkenů často vznikají směsi mnoha produktů. Kofluorace za přítomnosti nukleofilu však vytváří výhradně vicinální alkoxyfluoridy. Alkyny nelze fluorovat pomocí N-F činidel. Za účelem usnadnění kontaktu mezi Selectfluorem a alkenem se do reakční směsi přidávají aniontové tenzidy.
Fluorací sloučenin s vysokou elektronovou hustotou se tvoří arylfluoridy. Nejčastějšími potížemi při těchto reakcích jsou nízká ortho/para selektivita a (obzvláště u fenolů) dearomatizace.
Enolethery a glykaly jsou dostatečně silnými nukleofily na to, aby mohly být fluorovány Selectfluorem. Podobně jako u ostatních alkenů zde lze dosáhnout kohalogenace jak izolací meziproduktu, tak i reakcí s nukleofilem či přímým odstraněním DABCO in situ. Enoly je možné fluorovat enantioselektivně (viz výše) za přítomnosti chirálního fluoračního činidla.
Enoláty kovů lze použít s velkým počtem fluoračních činidle, jako jsou NFSI, NFOBS a sulfonamidy. Nejlepší výtěžnosti monofluorovaných karbonylových sloučenin při reakcích s lithnými enoláty se obvykle dosahuje při použití 2-fluor-3,3-dimethyl-2,3-dihydrobenzo[d]isothiazol-1,1-dioxidu. U ostatních enolátů se tvoří mnoho difluorovaných produktů.

## Srovnání s jinými metodami
Přestože je použití molekulárního fluoru jako elektrofilního zdroje fluoru často nejlevnějším a nejpřímějším postupem, tak F2 často tvoří radikály a reaguje s vazbami C-H neselektivně. K omezení tvorby radikálů jsou nutné zdroje protonů nebo Lewisovy kyseliny, a i za jejich přítomnosti se jen u některých substrátů dosahuje vysoké selektivity. Ke skladování plynného F2 je navíc nutné nákladné vybavení.
Reaktanty obsahující vazby O-F, například CF3OF, bývají selektivnější vzhledem k monofluoracím než N-F reaktanty. Nepoužívají se ovšem tak často, protože se obtížně skladují a jsou značně oxidující.
Jako selektivní monofluorační činidlo může sloužit fluorid xenonatý, xenoničitý nebo xenonový. Nestabilita a vysoká cena těchto sloučenin však způsobuje, že se využívají méně než dusíkatá fluorační činidla.

## Reakční podmínky
I když se při fluoracích pomocí N-F činidel nevyužívá přímo molekulární fluor, tak se téměř vždy F2 používá při přípravě reaktantů. Ke správnému skladování F2 je potřeba opatrnost a zvláštní vybavení. Používají se reakční nádoby z polytetrafluorethylenu (PTFE), které jsou u reakcí s využitím molekulárního fluoru vhodnější než nádoby z nerezové oceli nebo skla. Jsou dostupné směsi F2 s N2 či He, které umožňují řídit spotřebu fluoru. Teplota by měla být nízká a přísun fluoru pomalý, aby nedocházelo k radikálovým reakcím.